# Stilling stationsby
|  | Dublet Denne artikel handler om det samme som Stilling (Skanderborg). (Diskutér artiklen) |

Stilling er en tidligere stationsby nordøst for Skanderborg, fra 2011 regnet som en del af Skanderborg by. Stilling ligger ved den vestlige ende af Stilling Sø.
Stilling var indtil 2. halvdel af 1800-tallet en ubetydelig landsby, som efter anlæggelse af den østjyske jernbane 1868 fik en station og dermed betydelig vækst. Stationen er nu nedlagt.
Stilling Kirke er en lille romansk kvaderstenskirke fra 1200-tallet.
Ved folketællingen i 1860 var der 268 indb. i Stilling (anneks-) sogn.
Den første jernbane fra 1868 var enkeltsporet og havde et lidt andet forløb end den nuværende.
Man kan imidlertid stadig se skrænterne fra den gamle jernbane, når man kommer med tog fra Skanderborg. Nogle hundrede meter vest for viadukten under den ny Randersvej kan man tydeligt se den gamle banedæmning dreje mod syd - væk fra den nuværende bane i et forløb parallelt med Skanderborgvej.
Da strækningen mellem Fredericia og Århus blev oprettet, var der 3 daglige afgange i hver retning.
Da togene begyndte at køre på strækningen, var Stilling et trinbræt (oprettet i 1875), hvor togene kun standsede, hvis der var passagerer, der skulle af eller på. Der var et lille træskur på stedet, hvor den lokale ledvogter solgte togbilletter.
Af  bygninger og virksomheder kan nævnes: mejeri (1887), afholdshotel, skole (1910), Stilling Vandværk (1908), kalkbrænderi, Stilling Teglværk (1887) og Lynghøj Teglværk (1883)– begge med en årlig produktion på 1,5 mill. sten (i 30´erne). Der blev fremstillet mursten og tegl af både rødler (øverste lerlag) og kalkholdigt ler (gule sten). Stilling Teglværk nedlægges som selvstændigt teglværk i 1941, men drives videre under Lynghøj Teglværk.
I starten var Lynghøj et højovnsværk, der i 1897 fik den første motor, en petroleumsmotor.
I 1906 blev den afløst af et dampanlæg og nye maskiner. I 1903 blev der bygget en ringovn, hvor man kunne sætte mursten ind og tage mursten ud uden at slukke ovnen. I 1932 blev der indført elektrisk drift.
(Teglværket blev nedrevet i 1972 for at give plads til motorvejen).
I 1880-90erne blev der også etableret savskæreri, cementstøberi, 2 brugsforeninger (den ene for Gram-Stilling), 3 købmænd og telegrafstation.
I 1866 blev vindmøllen i Skvæt revet ned og flyttet til Gram Skel, hvor den stod i ca. 20 år. Derefter blev den igen revet ned og flyttet - denne gang til Stilling, hvor den stod fra omkr. 1890 til omkr. 1930. De sidste år blev den brugt som savmølle.
Den 5. nov. 1866 blev den to-klassede skole i Gram taget i brug med i alt 55 elever. Indtil da havde børnene fra Gram gået i skole i Rytterskolen i Gl. Stilling, der var overfyldt med op til 70 elever i én klasse. Behovet for en skole i Gram blev forstærket af, at der dengang var flere indbyggere i Gram end i Stilling.
I 1868 blev der endda oprettet en folkehøjskole i Gram. Den eksisterede dog kun et par år.
I 1886 fik Stilling Kirke en ny, højere "tagrytter", da det ikke kunne betale sig at reparere den gamle tagrytter af træ. Den nye tagrytter blev beklædt med blyplader.
Stilling skole på Århusvej blev indviet d. 24. okt. 1910. Den var beregnet til 4 klasser (7 årgange) i de 2 klasselokaler. Inden skolen blev bygget, havde der været en længere strid om beliggenheden, hvor sognerådet fik det afgørende ord. Skolen kom til at koste omkring 22.000 kr.
I 1912 blev det overvejet at bygge et elværk i Stilling.
Der blev ført elektricitet frem til Gram i okt. 1922.
Den 11. april 1923 blev der oprettet en daglig automobilrute Skanderborg-Stilling-Jexen-Sabro.
Den 4. juli 1923 blev der fremført ønske om hastighedsbegrænsning på 15 km/t. gennem Stilling.
Den 17. nov. 1923 blev der etableret gadelys i Stilling. Pris ca. 1.000 kr.
Pr. 29.11.1922 var der 363 indb. i Gram og 793 i Stilling.
Andelsmejeriet Alhøj fik i 1922 eget vandværk ved Stilling sø, efter at man forgæves havde søgt efter vand på 130 meters dybde i nærheden af mejeriet.
Mejeriet havde i 1930 280 leverandører med ca. 2.000 køer. Der blev årligt produceret 6.340 mill. kg  mælk og 267.847 kg smør. Personale: 5 ved selve mejeriet og 20 kuske. Energi: kulfyr.
Den 15. dec. 1931 blev den nuværende røde murstensbygning og tilhørende skorsten på 26 m taget i brug.
I 1948 blev der lavet frysehus med udlejning af frostbokse til private husholdninger.